# Anne Lehoërff
Anne Lehoërff, née en 1968 à Saint-Malo, est une archéologue et historienne française. Archéométallurgiste, elle est spécialiste de Protohistoire européenne (Néolithique, âges des métaux), et plus spécialement de l'Âge du bronze en Europe. 

## Carrière académique
Agrégée d'histoire (1994), elle est membre de l'École française de Rome (1997-2000), avant d'être élue en 2000 maître de conférences en Protohistoire européenne à l'université Lille 3, puis en 2012 professeur des universités en Protohistoire européenne dans cette même université, où elle crée et dirige le laboratoire d'études des métaux anciens (LEACA).
En mai 2020, elle est élue à l'université de CY Cergy Paris Université et sur une chaire Initiative d'excellence "Archéologie et Patrimoine" en 2021. 
Elle est nommée membre junior de l'Institut universitaire de France en 2005 et membre senior en 2017.
Elle est vice-présidente du Conseil national de la recherche archéologique (ministère de la Culture) de 2014 à 2024,.
Elle est présidente du Conseil scientifique de la Fondation des sciences du patrimoine (FMSH) depuis novembre 2024

## Travaux et thèmes de recherche

### Âge du bronze
Sa thèse de doctorat en archéologie soutenue en 1999 à l'université Paris 1 Panthéon-Sorbonne portait sur « Le bronze des dépositions volontaires en Italie centrale (1200-725 av. J.-C.) ». Elle a été publiée en 2007. 
Elle est membre du bureau de l'Association pour la promotion de l'Âge du Bronze.

### Archéologie de la guerre
Son habilitation à diriger des recherches (2009, École des hautes études en sciences sociales) portait sur le dossier : Aux fondements d’une épistémologie de la guerre : archéométrie et archéologie durant la Protohistoire européenne. Le mémoire inédit, Par les armes : l’invention de la guerre et le métal en Europe du 45e au Ier siècle av. J.-C., a été publié aux Éditions Belin en 2018. 

### Métallurgie et artisanat dans les sociétés anciennes
Depuis ses premières années d'études, elle a placé la métallurgie des alliages cuivreux au cœur de ses travaux de recherche, s'intéressant plus particulièrement à l'Europe de l'Âge du bronze. Formée à l'archéométallurgie au Laboratoire de recherche des musées de France devenu C2RMF, elle y conduit aujourd'hui des travaux en tant que chercheur associé[réf. souhaitée].

### Échanges et navigation
En l'abordant d'abord sous l'angle de l'artisanat et de la question des échanges de matières premières et de savoirs, elle s'est intéressée aux premières navigations qui sont désormais au cœur de ses travaux. 
Elle a été chef du projet européen BOAT 1550 BC de 2011 à 2014.

## Méthodologie en archéologie
Son intérêt pour l'histoire de sa discipline (l'archéologie) l'a amenée à participer à des travaux d'ordre « méthodologique » ou  « épistémologique », à l'instar de sa participation dans le Guide des méthodes de l'archéologie, qui fut plusieurs fois réédité, ou son dialogue avec Jean Guilaine.

## Muséologie
Ses recherches actuelles portent sur la diffusion des savoirs en archéologie auprès du public (muséologie).
Elle a été commissaire scientifique principal des expositions « Entre Flandre et Somme, il y a 3 500 ans. Les collections régionales de l’Âge du bronze » (Lille, 2007) et de l'exposition itinérante trilingue « Par-delà l'horizon. Sociétés en Manche et mer du Nord il y a 3 500 ans » (Boulogne-sur-Mer, 2012 – Ename (Belgique), 2012-2013 – Douvres (Angleterre), 2013).

## Archéologie et société
Sensible au lien entre science et société, elle a lancé en 2021 le cycle de conférences "Archéologie dans la Cité", en partenariat avec différentes institutions patrimoniales et muséales (Musée d'archéologie nationale et domaine de Saint-Germain-en-Laye, Institut national du patrimoine, Musée de l'homme, musée du Quai Branly Jacques Chirac) qui a aujourd'hui son carnet[source insuffisante]

## Décorations
- Chevalière de l'ordre national du Mérite (2013)
- Chevalière de la Légion d'honneur (2021)

## Principales publications

### Ouvrages
- Mettre au monde le patrimoine. L'archéologie en actes, Paris, Le Pommier, 2023.
- Dictionnaire amoureux de l'archéologie, Paris, Plon, 2021, 596 p.
- Le Néolithique, coll. « Que sais-je ? », n° 4188 [2020],128 p. (2e éd., 2023).
- L'archéologie, coll. « Que sais-je ? », n° 4122, [2019], 2022, 128 p.
- (dir. avec Benoît Kaplan), Archéologie. Entre rupture et continuité, revue "Culture et recherche", no 139, 2019, [[ lire en ligne]]
- Par les armes. Le jour où l'homme inventa la guerre, Humensis, 2018, 357 p. (lire en ligne)Prix d'Histoire de Verdun 2018; édition anglaise, A call to arms, Sidestone, 2022 , [[ lire en ligne]]
- (en) (dir. avec Marc Talon), Movement, Exchange and Identity in Europe in the 2nd and 1st Millennia BC. Beyond Frontiers, Oxford, Oxbow Books, 2017, 304 p.
- Préhistoires d'Europe : de Néandertal à Vercingétorix, Paris, Éditions Belin, coll. « Mondes anciens », 2016, 608 p. (ISBN 978-2-7011-5983-6, BNF 45005951) ; Prix Bordin 2018 de l'Académie des inscriptions et belles-lettres.
- (dir.), Beyond Horizon. Societies of the Channel and North Sea 3500 years ago /Par-delà l'horizon. Sociétés en Manche et mer du Nord il y a 3 500 ans, Paris, Somogy éditions d'art, 2012 (avec la collaboration de J. Bourgeois, P. Clark et M. Talon), 159 p.
- Avec Jean Guilaine, Archéologie, science humaine. Entretiens avec Jean Guilaine, Paris, Actes Sud, 2011, 237 p.
- Avec, Jean-Paul Demoule, F. Giligny, A. Schnapp, Guide des méthodes de l’archéologie, Paris, éd. La Découverte, 2002 (3e éd. augmentée 2009, nouvelle édition 2020).
- (dir.), Construire le temps. Histoire et méthodes des chronologies et calendriers des derniers millénaires avant notre ère en Europe occidentale, Glux-en-Glenne, Centre archéologique européen, 2008 (collection Bibracte, 16), 358 p.
- L’artisanat métallurgique dans les sociétés anciennes de Méditerranée occidentale. Lieux, formes et techniques de production, Rome, École française de Rome, 2004 (Collection de l'École française de Rome, 332), 392 p.
- L’artisanat du bronze en Italie centrale (1200-725 avant notre ère). Le métal des dépôts volontaires, Rome, École française de Rome, 2007 (Bibliothèque des Écoles françaises de Rome et d’Athènes, 335), XI-472 p.

### Articles et contributions
- « L’Âge du bronze n’existe pas ! », Bronze 2019 : vingt ans de recherche, Colloque international sous la direction de Cyril Marcigny et Claude Mordant, Bayeux, Supplément no 7 au Bulletin de l'APRAB, 2021, p. 23-33.
- « Rencontre avec nous-mêmes. Les restes humains en contexte archéologique », Esprit, 457, septembre 2019, p. 131-142.
- (en) « Value, Craftsmanship and Use in Late Bronze Age Cuirasses », dans Andrea Dolfini, Rachel Crellin, Christian Horn, Marion Uckelmann (dir.), Prehistoric Warfare and Violence. Quantitative and Qualitative Approaches, Springer ed., 2018, chapitre 11, p. 307-326.
- (en) « The imaginary Crested helmet of Vercingetorix : what is creativity in Bronze Age metal production », dans Johanna Sofaer (dir.), Considering Creativity : Creativity Knowledge and Practice in Bronze Age Europe, Oxford, 2018, Archaeopress, p. 67-82.
- « Le métal archéologique du côté du laboratoire : mythes et réalités d’un matériau », dans Sylvie Boulud-Gazo, Théophane Nicolas (dir.), Artisanats et productions à l’Âge du bronze, Séances de la Société préhistorique française, 4, Paris, 2015, p. 97-108.
- « L’Âge du bronze est-il une période historique ? », Dominique Garcia (dir.), L’Âge du bronze en Méditerranée. Recherches récentes, Paris, Errance, 2011, p. 13-26.
- « Les paradoxes de la Protohistoire française », dans Annales HSS, 64-5, septembre-octobre 2009, p. 1107-1133